# Asa Lanova
Asa Lanova, née Maryse Jaton le 17 mars 1933 à Lausanne en Suisse et morte le 26 décembre 2017 à Pully, est une danseuse étoile et écrivaine vaudoise.

## Biographie
Née d'un père architecte et d'une mère fleuriste, Asa Lanova passe son enfance dans le quartier sous-gare à Lausanne. À 17 ans, elle se rend à Paris et y prend des cours de danse avec Olga Preobrajenska, une ancienne prima ballerina du ballet impérial russe. Son premier engagement au Théâtre Marigny est un rôle de soliste avec Yvette Chauviré. Elle y rencontre Maurice Béjart et est sa partenaire dans les Ballets de l'Étoile. Asa Lanova danse dans différentes compagnies (celle d'Yvette Chauviré, de Raymondo de Larrain et surtout de Serge Golovine). De retour en Suisse en 1956 pour travailler avec Boris Kniaseff, elle intègre ensuite l'Opéra de Zurich avant de faire deux saisons au Grand Théâtre de Genève. Asa Lanova ouvre une Académie de danse avec son mari le danseur Philippe Dahlmann. Retirée de la scène à 38 ans, elle pratique le tissage artistique dans une vieille ferme vaudoise à Épalinges avant de devenir écrivain.
Son premier récit, La Dernière Migration est publié à Paris par Régine Deforges. Depuis, plusieurs autres de ses livres ont paru. Parmi ceux-ci, Le blues d'Alexandrie (1998) et Les Jardins de Shalalatt (2001) publiés tous les deux chez Bernard Campiche Éditeur, sont des hommages à Alexandrie, ville dans laquelle Asa Lanova a vécu cinq années, de 1986 à 1991. En 2005, elle remporte le Prix Schiller pour son livre La Gazelle tartare.

### Actualité
En 2013, cette amoureuse de la nature a vu les arbres de son jardin se faire empoisonner. Elle dépose plainte.

## Publications
- La Dernière Migration, Paris, Régine Deforges, 1977
- Crève l'amour, Paris, éditions Acropole, 1984 ; Orbe, Bernard Campiche éditeur, coll. « CamPoche », 2006
- Le Cœur tatoué, Paris, éditions Mazarine, 1988
- L'Étalon de ténèbre, Paris, Régine Deforges, 1991 ; Vevey, Éditions de l'Aire, 1999
- Le Testament d'une mante religieuse, Vevey, éditions de l'Aire, 1995
- Le Blues d'Alexandrie, Orbe, Bernard Campiche éditeur, 1998
- Les Jardins de Shalalatt, Orbe, Bernard Campiche éditeur, 2001
- La Gazelle tartare, Orbe, Bernard Campiche éditeur, 2004
- La Nuit du destin, Orbe, Bernard Campiche éditeur, 2007
- Les Heures nues, Orbe, Bernard Campiche éditeur, 2011  (ISBN 978-2-88241-286-7)

## Prix
- 1999 : Prix Bibliomedia pour Le Blues d'Alexandrie
- 2005 : Prix Alpes-Jura pour La Gazelle tartare
- 2005 : Prix Schiller pour La Gazelle tartare
- 2009 : Prix culturel vaudois

## Sources
- « Asa Lanova », sur la base de données des personnalités vaudoises sur la plateforme « Patrinum » de la Bibliothèque cantonale et universitaire de Lausanne.
- Fonds d'archives : Lanova, Asa. Cote : P084. Centre des littératures en Suisse romande (inventaire en ligne) sur Phœbus.